# 黑海省
黑海省（俄语：Черноморская губерния）是俄羅斯帝國的一個省，隸屬高加索總督區。1896年自庫班州分出，1918年成立黑海蘇維埃共和國，然後和庫班蘇維埃共和國合併成庫班-黑海蘇維埃共和國，最終成為北高加索蘇維埃共和國的一部分。
面積7,300平方公里，是沙俄最小的省份。1897年人口19,641人。首府新羅西斯克。